# Phrurotimpus woodburyi utanus
Phrurotimpus woodburyi là một phân loài nhện trong họ Phrurolithidae.
Loài này thuộc chi Phrurotimpus. Phrurotimpus woodburyi utanus được Ralph Vary Chamberlin & Wilton Ivie miêu tả năm 1935.